# Kulturhuset Stadsteatern
Kulturhuset Stadsteatern er et centralt kulturcenter i Stockholm, der opstod i 2013 ved en fusion af Stockholms stadsteater og Kulturhuset. Formålet med denne fusion var at koordinere bygningens forskellige aktiviteter på bedre vis.
Den tidligere lukkede Kilen-scene blev renoveret til en scene for det frie kulturliv, og der blev skabt flere aktiviteter for børn og unge, herunder en ny scene til Marionetteatern. Aktiviteterne omfatter teater, dans, musik, litteratur, kunst, design og debatfora.

## Husets historie og ledelse
Stockholms stadsteater har siden 1990 drevet teateraktiviteten som et offentligt aktieselskab i Kulturhuset i Stockholm, stiftet tilbage i 1960. Kulturhuset har været en særskilt del af Stockholm bys kulturforvaltning siden indvielsen i 1974, og fra 1. juli 2013 indgik det i Stockholms Stadsteater AB, et datterselskab til det kommunale Stockholms Stadshus AB. Kritikere bekymrede sig om øget korporatisme og usikkerhed i Kulturhusets drift, der længe havde været ramt af et økonomisk underskud.
I dag er sammensætningen af bestyrelsen afhængig af en beslutning på den årlige generalforsamling, til gengæld har den selv rettigheden til at bestemme, hvem der skal være administrerende direktør. Fra 2002 og årene frem, var Benny Fredriksson Stadsteaterns administrerende direktør samt teaterchef og blev efterfølgende den første leder for den sammenlagte virksomhed (2013–2017). Han efterfulgtes som souschef af Sture Carlsson, og i november 2019 blev Jesper Larsson ny permanent administrerende direktør. I april 2020 oprettede man en ny kulturchefstilling, der efter en rekruttering og udvælgelse, gik til Linda Beijer.
I 2021 var de kunstneriske ledere: Maria Sid (teaterchef), Linda Beijer (kulturchef), Bosse Persson (musik- & eventmanager), Maria Patomella (kunst/design og mode), Ingemar Fasth (litteratur), Nina Röhlcke (bibliotek), Albin Flinkas (Parkteatern), Sara Jangfeldt (Soppteatern), Helena Nilsson (Marionetteatern), Malin Hjelm (Skärholmen) og Olof Hanson (Vällingby og Husby).

## Aktiviteter
Kulturhuset ved Sergels Torg indeholder foruden Stora scen (med plads til 729 tilskuere), også Lilla scenen, Klarascenen, Hörsalen, Bryggan, Studion, Kilenscenen/Fri scen og Marionetteatern. Bygningen huser desuden fire biblioteker – Kulturbiblioteket (med fokus på fiktion, film, musik – dette inkluderer også Serieteket), Lava, TioTretton samt Rum För Barn. Biblioteket er administrativt tilknyttet-, men ikke en del af Stockholms Stadsbibliotek. Derudover er der to udstillingsgallerier, Galleri 3 og Galleri 5, samt Klarabiografen, en række lokaler til samfundsdebat og lignende, et satellitstudie for Sveriges Radio, serveringssteder og et turistbureau. Hele bygningen blev holdt lukket på grund af en omfattende renovering mellem januar 2019 og september 2020. Aktiviteterne flyttede derefter ud til lokaler forskellige steder i byen.
Kulturhuset Stadsteatern har også en børne- og ungdomsscene i Skärholmen – Stadsteatern Skärholmen – med Skärisbiografen samt Parkteatern, der i sommerperioden har forestillinger i Stockholms parker. I marts 2016 blev Kulturhuset Stadsteatern Vällingby åbnet i det nyrenoverede Medborgarhuset Trappan i Vällingby centrum og indrettet til teater og dans. I begyndelsen af 2017 vendte Parkteatret tilbage til dets oprindelige organisering med udvidelse af helårsaktiviteter gennem etableringen af Kretsteatern, der havde turnévirksomhed i adskillige bydele.
I 2018 havde kulturarrangementerne et samlet besøgstal på lidt over 2,8 millioner mennesker.

### Besparelser
I forbindelse med kulturdirektør Linda Beijers og direktør Jesper Larssons budgetterede besparelser på 20 millioner svenske kroner blev kontrakterne for personalet på Forum/debat ikke fornyet efter 2020, hvilket affødte kritik fra medarbejderne. Det er dog håbet at fortsætte med debatterne på en anden måde. I januar 2021 afgik Jesper Larsson som direktør, fordi han med egne ord "inte lyckas genomföra det som verksamheten behöver med det ledarskap som jag själv besitter".